# Первеева, Ольга Ивановна
О́льга Ива́новна Первеева (1925 - 18.9.1943) — советская разведчица-радистка, участница Великой Отечественной войны.

## Биография
Родилась в 1925 году в Ростове-на-Дону.
Когда началась Великая Отечественная война, Ольга была учащейся школы. Не став продолжать учёбу, ушла работать на швейную фабрику, затем записалась добровольцем на курсы радисток и была зачислена в разведывательную группу. Вместе с еще одной разведчицей по имени Клавдия, Ольга Первеева была сброшена самолётом на территории Украинской ССР у села Укромного Запорожской области. Оттуда связные доставили девушек в Запорожье в распоряжение партизанского отряда.
3 августа 1943 года Ольга Первеева получила сообщение о начале операции «Рельсовая война». Партизаны начали взрывать железнодорожные пути, а также поезда с живой силой и боевой техникой противника, разрушать мосты. Тем самым надолго парализовав железнодорожное сообщение. 
Когда в городе начались обыски и аресты, девушек-разведчиц выдал предатель, оказавшийся в рядах подпольщиков; они были схвачены 8 сентября 1943 года. Разведчиц пытали в гестапо, но не добившись никаких сведений, расстреляли. Спустя короткое время город Запорожье был освобождён советскими войсками.
Долго фамилия Оли Первеевой значилась в списках пропавших без вести. Донской писатель и краевед               B. C. Моложавенко скрупулёзно собирал свидетельства и документы о её короткой жизни.
В честь Ольги Первеевой в 1966 году названа одна из улиц в Ростове-на-Дону; где ей установлена информационная табличка.